# Paul L. Smith
Paul Lawrence Smith (Everett (Massachusetts), 24 juni 1939 – Raänana, 25 april 2012) was een Amerikaans acteur van Joodse komaf.

## Biografie
Smith werkte als uitsmijter en lijfwacht voor hij in de filmindustrie terechtkwam. Hij had de zwarte riem in taekwondo. Hij viel op met zijn stevige baard.
Hij speelde meestal zware jongens en slechteriken in de films, zoals de rol van Bluto in Popeye (1980).
In 2006 emigreerde hij naar Israël en nam de naam Adam Eden aan. Daar overleed hij op 72-jarige leeftijd in 2012.